# Fritz Huber (Skirennläufer)
Fritz Huber (* 21. Jänner 1931 in Kitzbühel; † 9. August 2017 ebenda) war ein österreichischer Skirennläufer und Skitrainer. Er gewann in der ersten Hälfte der 1950er-Jahre mehrere bedeutende internationale Rennen und wurde 1953 Österreichischer Meister im Slalom. Er wuchs nach eigenen Angaben in St. Johann, einem Nachbarort von Kitzbühel auf.

## Biografie
Fritz Huber kam ebenso wie sein jüngerer Bruder Herbert durch seinen Vater Fritz sen., der selbst Skirennläufer war und 1934 beim Kilometer Lancé in St. Moritz einen neuen Geschwindigkeitsweltrekord auf Skiern aufgestellt hatte, zum Skisport. Nach Erfolgen im Nachwuchsbereich und ersten Starts in internationalen Rennen feierte er 1950 bei den Hahnenkammrennen in seiner Heimatstadt Kitzbühel die ersten großen Erfolge. Er gewann sowohl die eigentliche Hahnenkammabfahrt als auch die Zusatzabfahrt, erreichte hinter dem Deutschen Sepp Folger Platz zwei im Slalom und wurde Hahnenkammsieger in der Kombination. Ebenfalls siegreich war er im Abfahrtslauf und in der Kombination von Gossensaß. Im Winter 1951 feierte er seinen einzigen Sieg im Slalom von Bad Wiessee. Podestplätze erreichte er unter anderem in den Slaloms von Kitzbühel und Chamonix sowie in der Abfahrt von Rottach-Egern.
Im Jänner 1952 gewann Huber den Slalom und die Abfahrt der Zweipistenrennen in Schruns, konnte im Februar aber verletzungsbedingt nicht an den Olympischen Winterspielen in Oslo teilnehmen. Einen Monat nach den Spielen gewann er die Abfahrt und die Kombination der Arlberg-Kandahar-Rennen in Chamonix und wurde Dritter im Slalom. 1953 erreichte er bei den Arlberg-Kandahar-Rennen in St. Anton den zweiten Platz in der Kombination und Rang drei im Slalom. Gewonnen hatte er in diesem Winter nur den weniger bedeutenden Riesenslalom am Wendelstein. Nachdem er im Vorjahr bereits zwei Podestplätze bei den Österreichischen Meisterschaften erreicht hatte, wurde er 1953 österreichischer Meister im Slalom. Im Jänner 1954 stürzte Huber im Lauberhornrennen in Wengen schwer und musste deshalb die Saison beenden, weshalb er auch die Weltmeisterschaften in Åre versäumte. Im Winter 1954/55 gelang ihm ein Comeback und er feierte im Slalom der Arlberg-Kandahar-Rennen in Mürren seinen letzten bedeutenden Sieg. Nach diesem Winter beendete er seine Karriere.
Der gelernte Kfz-Mechaniker war bereits ab 1950 als Taxifahrer tätig gewesen und gründete in Kitzbühel ein Taxiunternehmen. Im Anschluss an seine aktive Karriere wechselte er zu den Trainern und war ab 1955 zunächst für die schwedische Nationalmannschaft und später für die Damenmannschaft des Österreichischen Skiverbandes (ÖSV) tätig. Ab der Saison 1958/59 war Huber Cheftrainer der deutschen Skidamen, die 1960 mit Heidi Biebl eine Olympiasiegerin stellten, und von Mitte der 1960er-Jahre bis 1972 war er zuerst als Nachwuchstrainer und danach als Cheftrainer der Herren wieder für den ÖSV tätig. Huber war verheiratet und Vater zweier Kinder. Sein 1965 geborener Sohn Michael Huber ist seit 2009 Präsident des Kitzbüheler Ski Clubs. Fritz Huber starb am 9. August 2017 im Alter von 86 Jahren. Er wurde in Kitzbühel bestattet.

## Erfolge

### Siege in FIS-Rennen
- Hahnenkammrennen in Kitzbühel 1950: Abfahrt und Kombination sowie Zusatzabfahrt
- Gossensaß 1950: Abfahrt und Kombination
- Bad Wiessee 1951: Slalom
- Zweipistenrennen in Schruns 1952: Abfahrt und Slalom
- Arlberg-Kandahar-Rennen in Chamonix 1952: Abfahrt und Kombination
- Wendelstein 1953: Riesenslalom
- Arlberg-Kandahar-Rennen in Mürren 1955: Slalom

### Österreichische Meisterschaften
- Österreichischer Meister im Slalom 1953
- Zweiter Platz in der Kombination und dritter Platz im Slalom 1952